# Liste der Gouverneure von Berlin
Der Gouverneur von Berlin war der Oberste Befehlshaber in der Residenz- und Hauptstadt des preußischen Staates. Der König ernannte oft einen militärischen Würdenträger zum Gouverneur, der wegen allgemein anerkannter Verdienste um den Staat nicht nur in Militär-, sondern auch in Zivilkreisen Autorität genoss. Der Gouverneur war für die Aufrechterhaltung der öffentlichen Sicherheit und Ordnung und im Kriegsfall für die Verteidigung Berlins verantwortlich. Er überwachte die Kommunikation der obersten Zivil- mit den Militärbehörden in der Hauptstadt. Die Disziplinargewalt über die Truppen der Garnison Berlin lag bei ihm, im Unterschied zu den übrigen Garnisonen, wo sie der jeweilige Truppenkommandeur innehatte. Der Gouverneur berichtete in allen diesen Angelegenheiten direkt an den König. Ihm stand als Gouvernement ein Stab von Offizieren aller Waffengattungen und des Militärsanitäts- und Veterinärwesens zur Verfügung. Sein Vertreter war der Stadtkommandant.

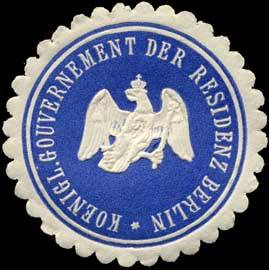
Siegelmarke des Berliner Gouvernements

Von 1706 bis 1732 befand sich die Dienstwohnung des Gouverneurs im später Kronprinzenpalais genannten Gebäude in der Straße Unter den Linden in Berlin-Mitte, dann bis 1808 im Gouverneurshaus in der Königstraße. Im 19. Jahrhundert nutzte man auch das Palais Wrangel am Pariser Platz 3.

## Liste der Gouverneure von Berlin (unvollständig)
- 1658: Heinrich von Uffeln
- 1660: Joachim Rüdiger von der Goltz
- 1670: Gerhard Bernhard von Pölnitz
- 1677: Adolph von Goetze
- 1684: Hans Adam von Schöning
- 1691: Heino Heinrich von Flemming
- 1698: Hans Albrecht von Barfus
- 1702: Alexander Hermann von Wartensleben
- 1735: Caspar Otto von Glasenapp
- 1747: Friedrich Wilhelm Herzog von Holstein-Beck
- 1749: James Keith
- 1758: Johann von Lehwaldt
- 1763: Johann Dietrich von Hülsen
- 1767: Friedrich Ehrenreich von Ramin
- 1782: Wichard von Möllendorff
- 1805: Friedrich Wilhelm Graf von der Schulenburg-Kehnert, bis 6. August 1807
- 1808: Anton Wilhelm von L’Estocq, ab 12. November 1808
- 1809: Friedrich Adolf von Kalckreuth
- 1812: Bogislav Friedrich Emanuel von Tauentzien
- 1818: August Neidhardt von Gneisenau
- 1820: Ludwig Matthias Nathanael Gottlieb von Brauchitsch
- 1837: Karl von Müffling
- 1847: Friedrich von Wrangel
- 1848: Ernst von Pfuel
- 1849: Friedrich von Wrangel
- 1850 bis 1857: kein Gouvernement in Berlin
- 1857: Friedrich von Wrangel
- 1864: Franz von Waldersee
- 1870: Philipp Carl von Canstein
- 1871: Emil von Schwartzkoppen
- 1874: Wolf Louis Anton Ferdinand von Stülpnagel
- 1875: Leopold Hermann von Boyen
- 1879: Eduard von Fransecky
- 1882: Karl Georg Gustav Freiherr von Willisen
- 1886: Bernhard von Werder
- 1888: Alexander von Pape
- 1895: Walter von Loë
- 1897: Karl von Wedel
- 1899: August von Bomsdorff[1]
- 1901: Wilhelm von Hahnke
- 1909: Gustav von Kessel
- 1918: Alexander von Linsingen

## Kommandanten von Berlin (unvollständig)
Der Dienstsitz der Kommandanten befand sich
von ca. 1707 bis 1735 im Kommandantenhaus auf der Bastion 10, in der Nähe der Königsbrücke,
von 1736 bis 1799 in Privathäusern und
von 1799 bis 1945 im Kommandantenhaus am Platz am Zeughaus (seit 1933 Unter den Linden 1).
- 1638: Dietrich von Kracht, Oberst
- 1690: Georg Abraham von Arnim, Oberst
- 1713: Ernst Ludwig von Hacke, Generalleutnant
- 1714: Jean Quirin de Forcade, Generalleutnant
- 1729: Caspar Otto von Glasenapp, Generalleutnant später Gouverneur
- 1735: Egidius Ehrentreich von Sydow, General der Infanterie
- 1749: Hans Christoph Friedrich von Hacke, Generalleutnant
- 1754: Dietrich Reichard von Meyerinck, Generalleutnant
- 1756: Friedrich Wilhelm von Rochow, Generalleutnant
- 1760: Johann Christoph von Zegelin, Hauptmann (Kapitän) ad interim
- 1763: Friedrich Wilhelm von Wylich und Lottum, Generalmajor
- 1774: Anton Abraham von Steinkeller, Generalmajor
- 1781: Heinrich Gottlob von Braun, General der Infanterie
- 1799: Karl Ludwig Bogislav von Goetze, Generalleutnant
- 1806: Johann Adolph von Lützow, Generalmajor
- 1808: Ludwig von Chasôt, Generalmajor
- 1809: Ludwig Matthias Nathanael Gottlieb von Brauchitsch, Generalleutnant
- 1812: Joseph François Durutte, französische Besatzung
- ????: Bogislav Friedrich Emanuel von Tauentzien, General der Infanterie
- 1824:
- 1827: Ernst Ludwig von Tippelskirch, später Kommandant von Erfurt
- 1835: August Ludwig von Nostitz
- 1840: Karl Georg von Loebell
- 1841: Peter von Colomb
- 1850/51: Karl Friedrich Ludwig von Hahn
- 1851/52: Eduard von Bonin
- 1852: Friedrich von Borcke
- 1854: Eduard von Schlichting
- 1857: Gebhard Karl Ludolf von Alvensleben
- 1868: Friedrich Alexander von Bismarck-Bohlen
- 1874: Gustav von Neumann-Cosel
- 1878: Hermann Ludwig von Wartensleben
- 1880: Oskar von Meerscheidt-Hüllessem
- 1882: Rudolf von Oppeln-Bronikowski
- 1883: Ludwig von Spangenberg
- 1885: Otto von Derenthall
- 1900–1902: Generalmajor von Ende
- 1902–1904: Paul von Hoepfner
- Mai 1904 bis August 1905: Karl Hoyer von Rotenheim, Generalmajor (im Dienst verstorben)
- 1905–1907: Kuno von Moltke
- 1907–1913 und 1914–1916: Max von Boehn
- 1913/14 und 1917/18: Henning von Bonin (1856–1923)
- September/November 1918: Oskar Schwerk
- November/Dezember 1918: Otto Wels
- 1925–1928: Johannes Severin
- Dezember 1931 bis Januar 1933: Bodo von Witzendorff
- 1933–1937: Ernst Schaumburg
- 1940–1944: Paul von Hase